# 西塞山 (黄石市)
西塞山位于湖北省黄石市西塞山区东部，坐长江南岸，地势险峻，有“长江中下游门户”之称。主要景点有山门牌楼、北望亭、铁锁横江、龙窟寺、望江亭、双观亭、桃花古洞、元真子钓台等。

## 西塞山风光

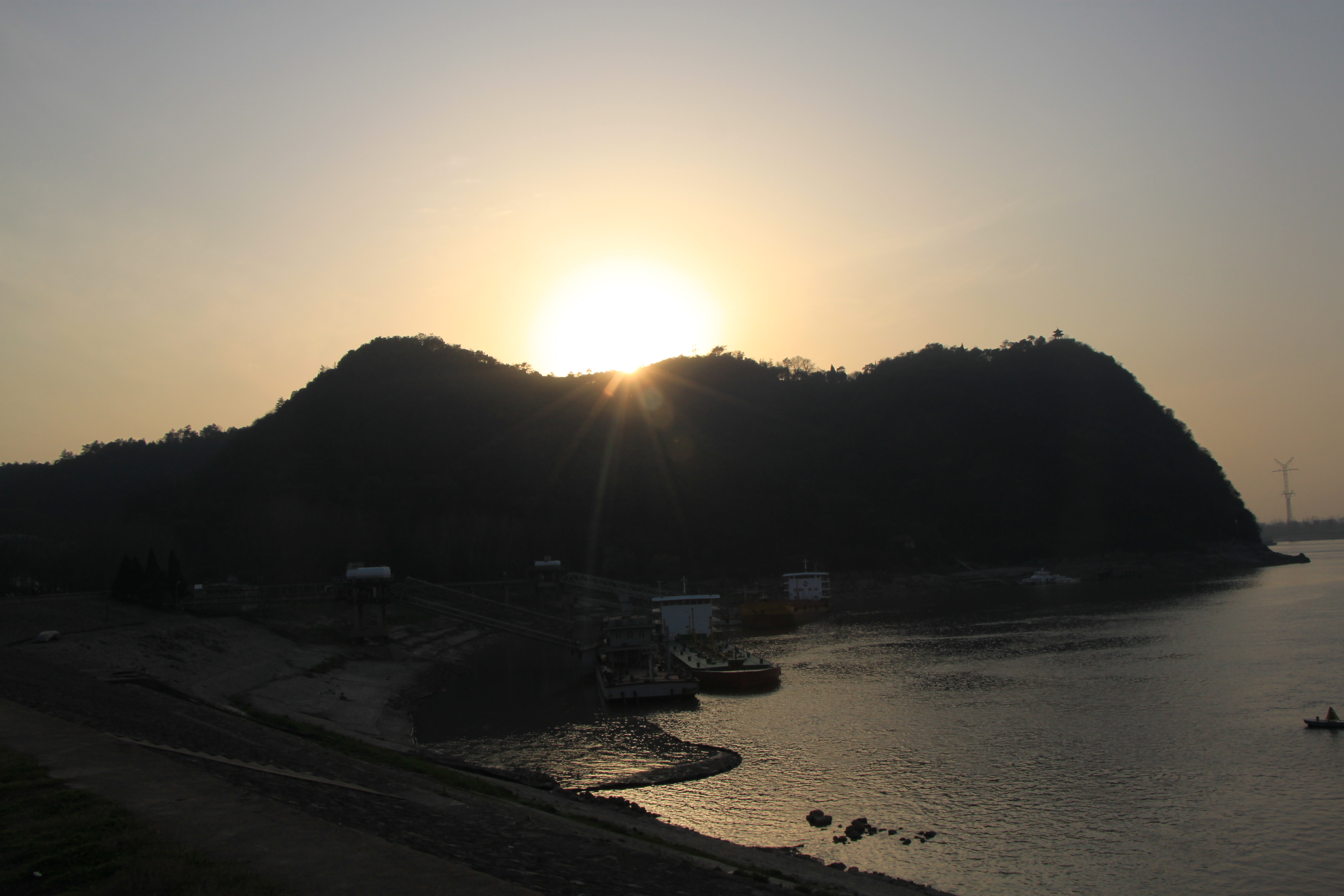
湖北省黄石市西塞山

## 古诗文中的记载
刘禹锡 西塞山怀古

王浚楼船下益州，金陵王气黯然收。

千寻铁锁沈江底，一片降幡出石头。

人世几回伤往事？山形依旧枕寒流。

从今四海为家日，故垒萧萧芦荻秋。